# 福渡镇
福渡镇，是中华人民共和国安徽省芜湖市无为市下辖的一个乡镇级行政单位。

## 行政区划
福渡镇下辖以下地区：
福渡社区、河坝社区、沙湾村、张庙村、黄金坝村、周闸村、石碑村、公路村、临江村和铁圩村。